# Dincolo de steaua-ndepărtată
Dincolo de steaua-ndepărtată (Beyond the Farthest Star) este primul episod al serialului de animație Star Trek: Seria animată. A fost difuzat în premieră în dimineața zilei de 8 septembrie 1973 pe NBC. Este regizat de Hal Sutherland după un scenariu de Hal Sutherland.

## Prezentare
În timp ce explora marginea exterioară a galaxiei, USS Enterprise este atrasă pe orbita unei stele moarte. Prinși acolo, echipajul descoperă prezența unei uriașe nave străvechi abandonate, prinsă și ea pe orbită de milioane de ani.
Kirk și echipajul său se duc la bordul imensei nave și află că aceasta fusese o dată căminul unei rase de insecte. De asemenea, descoperă că echipajul navei se autodistrusese, mai degrabă decât să ducă o entitate răuvoitoare spre alte lumi.
Entitatea este încă în viață și se teleportează pe nava Enterprise. Căpitanul Kirk trebuie să găsească o cale de a scăpa de invadator, dar fără a-și distruge propria navă.

## Rezumat
În timpul explorărilor sale, nava Enterprise experimentează efectele grave ale hipergravitației unei stele cu masă negativă. În apropierea acestei stele se află și o navă extraterestră de origine necunoscută, care emite un semnal radio. Ajunși la bordul navei, Kirk și Spock nu găsesc nicio urmă a fostului echipaj, ci doar un fragment al jurnalului de bord în care echipajul sugera prăbușirea navei în stea pentru a scăpa de o entitate răuvoitoare.
Odată cu revenirea la bordul navei Enterprise, entitatea se teleportează și ea și, încetul cu încetul, pune stăpânire pe toate sistemele energetice ale navei. Se dovedește că ea vrea să se îndepărteze de steaua moartă folosind nava, cu prețul vieții echipajului aflat la bord. Kirk pune la cale un truc și îndreaptă nava spre stea. Crezând că oamenii vor să se autodistrugă, entitatea părăsește Enterprise și revine la bordul celeilalte nave, dar, în ultima clipă, Enterprise intră în hiperspațiu.